# Fontaine-le-Port
Fontaine-le-Port is een gemeente in het Franse departement Seine-et-Marne (regio Île-de-France) en telt 836 inwoners (1999). De plaats maakt deel uit van het arrondissement Melun.

## Geografie
De oppervlakte van Fontaine-le-Port bedraagt 7,9 km², de bevolkingsdichtheid is 105,8 inwoners per km².
De onderstaande kaart toont de ligging van Fontaine-le-Port met de belangrijkste infrastructuur en aangrenzende gemeenten.

## Demografie
Onderstaande figuur toont het verloop van het inwonertal (bron: INSEE-tellingen).